# María Teresa Uribe
María Teresa Uribe (Pereira, Risaralda, 9 de febrero de 1940-Medellín, 1 de enero de 2019) fue una socióloga y docente colombiana, que se desempeñó como profesora titular de la Universidad de Antioquia desde 1973. Su obra ha sido un gran aporte para analizar la violencia y el conflicto colombiano. 

## Biografía
Hija de un médico liberal, a temprana edad, su familia tuvo que dejar Uramita para irse a Pereira, evadiendo la violencia bipartidista entre militantes liberales y conservadores. Realizó su educación primaria en el Liceo de Pereira y su formación secundaria en el Colegio del Sagrado Corazón en Manizales. En 1959, se casó con el ingeniero Guillermo Hincapié Orozco, quien luego sería alcalde de Medellín, y con quien tendría tres hijos, Ana Lucía, Luis Guillermo y Marta Isabel.
Ingresó a la universidad relativamente tarde, después de haberse casado y tener tres hijos. Ejerció como profesora e investigadora en la Universidad de Antioquia entre 1973 y 2007. Además, fue cofundadora del Instituto de Estudios Regionales e hizo parte de varias comisiones para pensar el país, la más reciente de ellas sobre el tema de Memoria. Su trayectoria académica la hizo merecedora de innumerables distinciones entre las que se cuentan La Antioqueña de Oro y el Premio a la Investigación de la Universidad de Antioquia. Por sus aportes a las Ciencias Sociales dentro de la investigación académica era considerada una maestra a cabalidad, título que le fue reconocido en el Séptimo Seminario de la Asociación Colombiana de Investigadores Urbano Regionales (ACIUR).
Fue parte de las mesas de concertación durante los diálogos de paz con el Movimiento 19 de Abril (M-19) e integrante de la delegación asesora del proceso de reforma constitucional a finales de la década de los ochenta.
En el 2015 la Universidad de Antioquia le otorga un doctorado Honoris Causa en Ciencias Sociales y Humanas por su contribución y compromiso para pensar el conflicto del país.

### Libros
- Poderes y regiones: problemas en la constitución de la nación colombiana, 1810 - 1850
- Nación, ciudadano y soberano
- La guerra por las soberanías. Memorias y relatos en la guerra civil de 1859-1862 en Colombia.
- Las palabras de la guerra
- Bajo el signo de mercurio: La influencia de los comerciantes de Medellín en la segunda mitad del siglo XIX
- Política sociedad y crisis (1995)
- Historia y política
- Cien años de prensa en Colombia 1840-1940 : catálogo indizado de la prensa existente en la Sala de Periódicos de la Biblioteca Central de la Universidad de Antioquia (2002)
- La hija de Andrómeda
- El viaje iniciático : ensayos para una autobiografía inconclusa (2019)